# مايك هوميك
مايك هوميك (بالإنجليزية: Mike Homik)‏ مواليد 6 يوليو 1978 في هاميلتون، هو لاعب كرة سلة نيوزلندي. بدأ مسيرته الاحترافية في سنة 1996. حقق المركز الثاني في دورة ألعاب الكومنولث 2006.

## المسيرة الاحترافية
لعب مع نيو زيلاند بريكرز في الدوري الأسترالي في موسم 2003–2004، ثم لعب مع برث وايلدكاتز في موسم 2007–2008، ثم لعب مع ماناواتو جيتز في موسم 2011–2012، ثم لعب مع ويلينغتون ساينتس في سنة 2013، ثم لعب مع ماناواتو جيتز في سنة 2015.

## الميداليات
| الميدالية | المسابقة                  |
| --------- | ------------------------- |
| فضية      | دورة ألعاب الكومنولث 2006 |

## روابط خارجية
- مايك هوميك على موقع IMDb (الإنجليزية)